# Vachtang Blagidze
Vachtang Blagidze, född den 23 juli 1957 i Gurien, Georgien, är en sovjetisk brottare som tog OS-guld i flugviktsbrottning i den grekisk-romerska klassen 1980 i Moskva.